# En Sangers Bøn
En Sangers Bøn ('Gebed van een zanger') is een lied gecomponeerd door Friedrich August Reißiger. Reißiger zette muziek onder de tekst Ånders Herre, du skal raade van Johan Sebastian Welraven. Het lied wordt vertolkt door een a capella mannenkoor, opvallend aangezien Reissiger kapellmeister was (geweest) van het orkest van het Christiania Theater. Er zijn tevens versies bekend waarin de mannen ondersteund worden door viool, cello en orgel of voor solozangstem en piano. Reißiger was ook dirigent en organist en Halden, wellicht dat het voor het plaateslijk koor is geschreven.
De tekst:
- Aanders Herre, du skal raade
- for de Skatte du mig gav.
- O, men vis mig og din Naade,
- naar min Sang er Stilnet af:
- thi alt mer mit Hjerte banker
- i usigelige Tanker
- ved den store Livets Gaade.

- Lad min Sangerkrands da slynges
- hen i Støv paa Glemsels Kyst,
- naar kun hist, hvor Alt forynges
- Sjelens Dyb har lutret Røst;
- naar kun der jeg griber Tonen
- i det store Kvad for Thronen,
- som til Himlens Harper synges.